# Сирдар'їнська ТЕС (Akwa Power)
40°14′25″ пн. ш. 69°6′51″ сх. д. / 40.24028° пн. ш. 69.11417° сх. д.
Сирдар'їнська ТЕС (Akwa Power) — теплова електростанція в Узбекистані, інвестором якої виступила саудівська компанія Akwa Power (в 2022-му до проєкту також приєднався китайський державний інвестиційний фонд Silk Road, що викупив у саудитів 49 % участі).
Запуск станції почали восени 2023-го, при цьому повне введення в експлуатацію очікували в 2024 році. Проєкт складається з одного енергоблоку комбінованого парогазового циклу потужністю 1500 МВт, в якому дві газові турбіни живлять через відповідну кількість котлів-утилізаторів одну парову турбіну.
Як паливо станція використовує природний газ, що може надходити до регіону трубопроводами Бухарський газоносний регіон — Ташкент та Шуртан — Сирдар'їнська ТЕС.
Водопостачання відбувається з Південно-Голодностепського каналу, що відходить від річки Сирдар'я.
Видача продукції відбувається по ЛЕП, що розраховані на роботу під напругою 500 кВ та 220 кВ.